# Yansa Tholus
Lo Yansa Tholus è una struttura geologica della superficie di Venere.